# 벽도역
벽도역(Beokdo station, 碧桃驛)은 일제강점기, 지금의 광주광역시 남구에 위치했던 경전선의 역이었다.효천~남광주 사이, 지금의 대주아파트 입구에 위치해 있었고 현재는 흔적이 거의 남아있지 않다.

## 역명 유래
진드리 서쪽에 있는 마을로 네 갈림길이 났고, 벽도교가 있었던데서 비롯되었다.

## 연혁
- 1933년 3월 1일 : 무배치간이역으로 영업 개시[1]
- 1944년 6월 15일 : 제2차 세계대전 당시 일본이 전쟁 물자의 부족으로 역사 철거로 폐역[2]
- 2000년 8월 10일 : 광주~효천간 이설로 선로 폐지